# Щербаков Іван Іванович
Іван Іванович Щербаков (29 грудня 1915, Івашково — 4 грудня 1960) — радянський військовий льотчик, Герой Радянського Союзу (1946), у роки німецько-радянської війни був командиром ескадрильї 176-го Гвардійського винищувального авіаполку (265-а винищувальна авіаційна дивізія, 16-а Повітряна армія, 1-й Білоруський фронт). Здійснив 123 успішних бойових вильоти, брав участь у 20 повітряних боях, в яких знищив особисто 15 літаків противника.

## Біографія
Іван Щербаков народився 29 грудня 1915 року в селі Івашково, нині Пронського району Рязанської області, в родині селянина. Закінчив 8 класів середньої школи, фабрично-заводське училище і аероклуб. Працював слюсарем. У 1940 році був призваний до лав Червоної Армії, в тому ж році закінчив Ярославську військову авіаційну школу льотчиків. Робота льотчиком-інструктором.
На фронтах Німецько-радянської війни з січня 1944 року, воював у складі 19-го винищувального авіаполку.
До кінця війни командир ескадрильї 176-го Гвардійського винищувального авіаполку (265-а винищувальна авіаційна дивізія, 16-а Повітряна армія, 1-й Білоруський фронт) Гвардії Капітан І. І. Щербаков здійснив 123 успішних бойових вильоти, брав участь у 20 повітряних боях, вяких знищив особисто 15 літаків противника.
Після закінчення війни Іван Щербаков продовжив службу у ВПС. За мужність і військову доблесть, проявлені в роки війни з німецько-фашистськими загарбниками, 15 травня 1946 льотчику було присвоено звання Героя Радянського Союзу. З 1957 року гвардії полковник І. І. Щербаков — у запасі.
Жив у місті Кременчуці Полтавської області.
Помер 4 грудня 1960 року. Похований у Москві на Новодівочому кладовищі.

## Нагороди
- Орден Леніна,
- Орден Червоного Прапора (двічі),
- Орден Олександра Невського
- Орден Червоної Зірки (двічі)
- Медалі.

## Пам'ять
В місті Кременчуці на Алеї Героїв, на граніті висічене фото та ім'я Івана Щербакова.